# Alfred Kirpal
Alfred Kirpal (* 4. April 1944 in Dauba, Reichsgau Sudetenland; † 26. Juli 2010) war ein deutscher Elektrotechniker.

## Werdegang
Kirpal studierte von 1964 bis 1970 Halbleiterelektronik an der Technischen Hochschule Ilmenau. Er promovierte 1973 und habilitierte sich 1986 an der Technischen Universität Dresden.
Nach Rückkehr an die TU Ilmenau war er dort Professor für Technik- und Wirtschaftsgeschichte und war Mitbegründer des Institut für Medien und Kommunikationswissenschaft der TU Ilmenau. An der Technischen Universität leitete er das Studium Generale und arbeitete dabei interdisziplinär an den Schnittstellen zwischen Geistes-, Sozial- und Technikwissenschaften. Neben seiner Tätigkeit an der Universität plante und realisierte er Museen für Technik- und Technikgeschichte.